# Глушковский сельский совет (Харьковская область)
Глушковский сельский совет — входит в состав Купянского района Харьковской области Украины.
Административный центр сельского совета находится в селе Глушковка.

## История
- 1923 — дата образования.

## Населённые пункты совета
- село Глушковка
- село Колесниковка

### Ликвидированные населённые пункты
- село Бодровка